# Шеки (историческая область)
Шеки — историческая область на территории современной Азербайджанской Республики.

## География

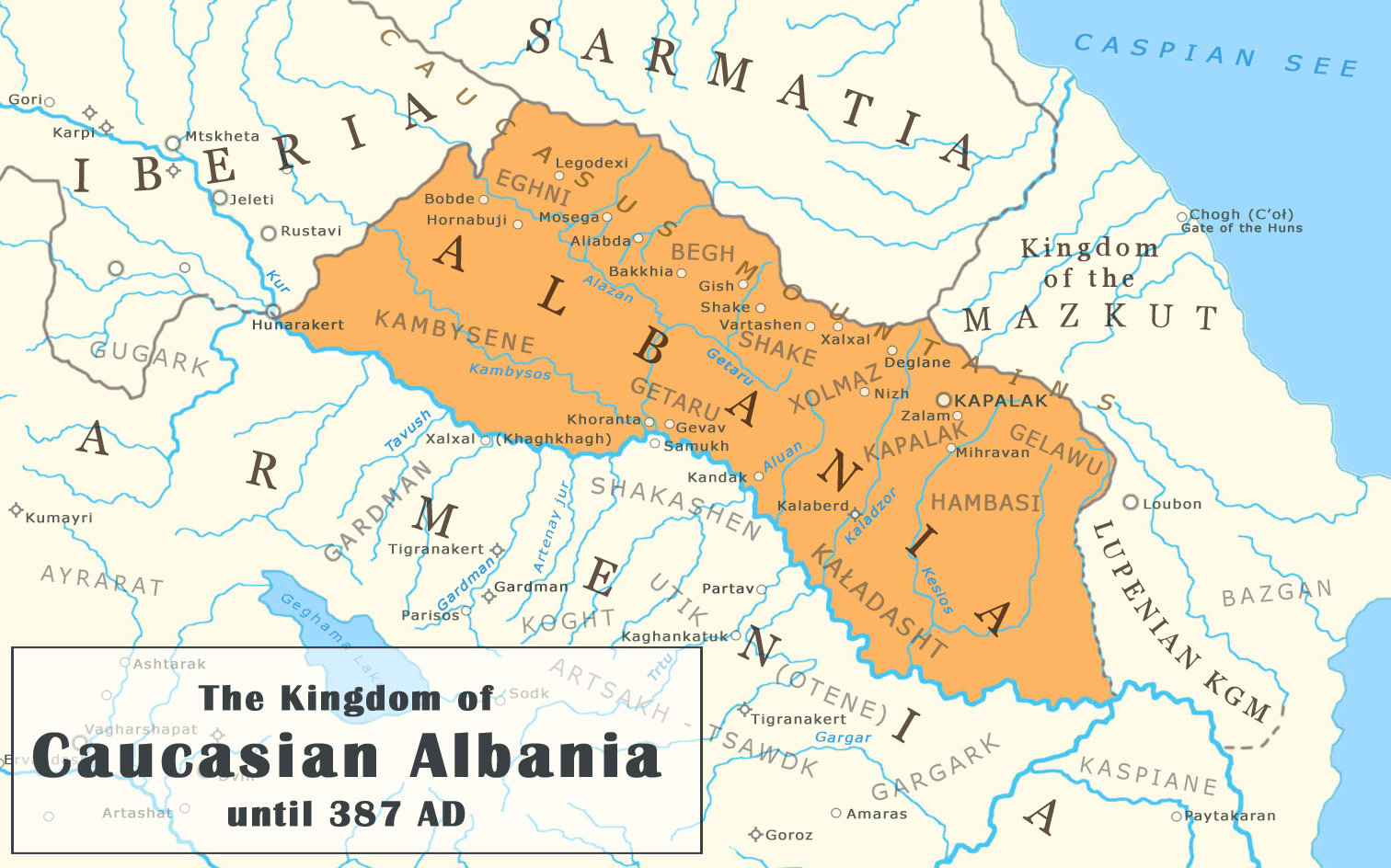
Шаке в составе Кавказской Албании

На севере и северо-востоке границы исторической области Шеки обычно проходили по южному склону Главного Кавказского хребта. На востоке область граничила с Ширваном по реке Гёйчай. На юге область была ограничена рекой Кура. На западе граница области проходила по реке Алазани и её левобережному притоку, отделяя область от Грузии.

## История
В античности Шаке — область Кавказской Албании. В IV веке Кавказская Албания была обращена в христианство армянами, и Шаке находилась под сильным религиозным и культурным влиянием Армении.
В 654 году область, как и всё Закавказье, была захвачена арабами.
На рубеже IX века область Шеки вместе с более западной областью Камбисена входила в состав армянского княжества Смбатянов, вассалов Багратидской Армении. В IX веке род Смбатянов, владетели Шеки, пытались распространить своё влияние на Арран, но после смерти Григор-Амама княжество было разделено между его сыновьями, превратившимися в X веке в вассалов армянских Багратидов. Область Шаки-Камбечан досталась Атрнерсеху, правившему областью до середины X века. Атрнерсех упоминается арабским географом Масуди как Атрнерсех ибн Хамам, царь шакинцев.
Между 950 и 1050 годами на область Шеки распространялась власть правителей Кахетии. С 1038 по 1105 годы в Кахети-Эрети (в состав которой входила Шеки) правила армянская династия Кюрикидов. В 1118 году город Кабала захватил грузинский царь Давид IV Строитель. Ширванский владетель стал вассалом грузинского царя, и эта ситуация сохранялась на протяжении XII—XIII веков.
Как независимое государственное образование Шеки упоминалась с конца XIV века. Владетелем Шеки был Сиди Ахмед Орлат (из тюркизированного монгольского племени орлатов). В 1402 году шекинские войска приняли участие в походе Тимура против турецкого султана Баязида. В период династии Кара-Кешиш-Оглы (1444—1551) Шеки была цветущей сельскохозяйственной страной, производившей прекрасный шёлк ‒ основной предмет вывоза. С возвышением государства Сефевидов Шеки, оставаясь в значительной степени самостоятельной, временами признавала их власть. В 1551 году шекинские войска были разбиты иранским шахом Тахмаспом, и Шеки утратила независимость.
В середине XVIII века на территории Шеки возникло независимое Шекинское ханство.